# Петшак, Михал
Ми́хал Пе́тшак (пол. Michał Pietrzak; род. 3 апреля 1989, Ленчица, Лодзинское воеводство, Польша) — польский легкоатлет, специализирующийся в беге на 400 метров. Призёр чемпионатов Европы в эстафете 4×400 метров. Участник летних Олимпийских игр 2012 и 2016 года.

## Биография
Вырос в небольшом городе Кросневице. Его родители, Вальдемар и Йоланта Петшак, работали учителями физкультуры в местной школе. Поэтому первые шаги в спорте Михал делал под руководством своего отца. Начинал он с барьерного бега, но первую серьёзную победу одержал на дистанции 400 метров, где выиграл первенство Польши среди юниоров. Выступал на юниорском чемпионате мира 2008 года. В беге на 400 метров с барьерами выбыл в полуфинале, а в эстафете стал 5-м.
Его потенциал увидел тренер Януш Искра из Академии физического воспитания в Катовице, куда поступил Михал, после чего началась их совместная работа.
В сезоне 2009 года завоевал титул чемпиона Европы среди молодёжи. На следующем первенстве континента для спортсменов до 23 лет поляки (снова с Петшаком в составе) стали вторыми.
Заняв 5-е место на чемпионате страны в 2012 году, отобрался на Олимпийские игры в Лондоне. В столице Великобритании его участие ограничилось предварительными забегами в эстафете, где поляки заняли 9-е общее место и не пробились в финал (им не хватило всего 0,24 секунды для квалификации).
Он выступал на чемпионате Европы 2014 года, где не входил в четвёрку сильнейших в команде. Пробежав свой этап в забеге, в финале он был заменён, а поляки выиграли серебро. На следующем первенстве континента, два года спустя, Михал аналогичным образом помог команде выйти в решающий забег, где его товарищи заняли второе место.
Выиграл бронзовую медаль на летней Универсиаде 2015 года в Южной Корее.
Вторые Олимпийские игры в карьере сложились для Петшака чуть лучше, чем первые. В эстафете на этот раз ему удалось выйти в финал, где он вместе с товарищами по команде занял 7-е место.
В 2016 году закончил обучение в Академии физической культуры в Катовице.

## Основные результаты
| Год  | Турнир                          | Место проведения          | Дисциплина       | Место       | Результат |
| ---- | ------------------------------- | ------------------------- | ---------------- | ----------- | --------- |
| 2008 | Чемпионат мира среди юниоров    | Быдгощ, Польша            | 400 м с/б        | 14-е (1/2)  | 52,22     |
| 2008 | Чемпионат мира среди юниоров    | Быдгощ, Польша            | эстафета 4×400 м | 5-е         | 3.08,65   |
| 2009 | Чемпионат Европы среди молодёжи | Каунас, Литва             | эстафета 4×400 м | 1-е         | 3.03,74   |
| 2011 | Чемпионат Европы среди молодёжи | Острава, Чехия            | 400 м с/б        | 15-е (1/2)  | 51,76     |
| 2011 | Чемпионат Европы среди молодёжи | Острава, Чехия            | эстафета 4×400 м | 2-е         | 3.03,62   |
| 2012 | Чемпионат Европы                | Хельсинки, Финляндия      | эстафета 4×400 м | 4-е (заб.)  | 3.05,69   |
| 2012 | Олимпийские игры                | Лондон, Великобритания    | эстафета 4×400 м | 9-е (заб.)  | 3.02,86   |
| 2013 | Чемпионат Европы в помещении    | Гётеборг, Швеция          | эстафета 4×400 м | —           | DQ        |
| 2013 | Командный чемпионат Европы      | Гейтсхед, Великобритания  | 400 м с/б        | 6-е         | 50,84     |
| 2013 | Командный чемпионат Европы      | Гейтсхед, Великобритания  | эстафета 4×400 м | 3-е         | 3.06,18   |
| 2014 | Чемпионат мира в помещении      | Сопот, Польша             | эстафета 4×400 м | 4-е         | 3.04,39   |
| 2014 | Чемпионат Европы                | Цюрих, Швейцария          | эстафета 4×400 м | 5-е (заб.)  | 3.03,52   |
| 2015 | Чемпионат мира по эстафетам     | Нассау, Багамские Острова | эстафета 4×400 м | 9-е         | 3.03,23   |
| 2015 | Командный чемпионат Европы      | Чебоксары, Россия         | эстафета 4×400 м | 3-е         | 3.01,24   |
| 2015 | Универсиада                     | Кванджу, Южная Корея      | эстафета 4×400 м | 3-е         | 3.07,77   |
| 2015 | Чемпионат мира                  | Пекин, Китай              | эстафета 4×400 м | 11-е (заб.) | 3.00,72   |
| 2016 | Чемпионат Европы                | Амстердам, Нидерланды     | эстафета 4×400 м | 2-е (заб.)  | 3.02,09   |
| 2016 | Олимпийские игры                | Рио-де-Жанейро, Бразилия  | эстафета 4×400 м | 7-е         | 3.00,50   |